# فرانك إيفانز (لاعب كرة قاعدة)
فرانك إيفانز (بالإنجليزية: Frank Evans)‏ هو لاعب كرة قاعدة أمريكي، ولد في 1 ديسمبر 1921، وتوفي في 3 أغسطس 2012.